# Karin Krappen
Karin Krappen (Rotterdam, 10 december 1973) is een Nederlandse vrouwelijke dartsspeler. Ze is een voormalig winnaar van de Women's World Darts Trophy en het Women's Winmau World Masters. Haar bijnaam is Dolphin.
Krappen maakte haar WK-debuut in 2003. Ze verloor in de kwartfinale van Francis Hoenselaar. In 2004 versloeg ze Anne Kirk in de kwartfinale maar verloor in de halve finale van Trina Gulliver. In de volgende drie jaar verliest ze telkens in de kwartfinale. In 2005 van Hoenselaar, in 2006 van Jan Robbins en in 2007 van Apylee Jones. In 2008 bereikt ze weer de halve finale. In de kwartfinale verslaat ze Rilana Erades, maar verliest van Gulliver in de halve finale.
Krappen wint in 2005 de Women's World Darts Trophy. Ze verslaat meerdere oud-kampioenen om dit te bereiken. In de kwart finale verslaat ze de kampioen van 2002 Mieke de Boer en in de halve finale de kampioen van 2003 Gulliver. In de finale wint ze van de kampioen van 2004 Hoenselaar. De dames wedstrijden werden daarna niet meer gehouden waardoor Krappen de laatste winnaar van de Women's World Darts Trophy ooit zal zijn.
Ze bereikte de finale van de Women's Winmau World Masters in 2006. Ze versloeg Julie Gore, Clare Bywaters en Carla Molema maar verliest opnieuw van Hoenselaar. In 2007 wint Krappen de titel. Ze wint van Apylee Jones in de kwartfinale en vervolgens verslaat ze Gulliver in de halve finale. In de finale wint ze van Karen Lawman.
Voor de Women's World Championship 2009 was Krappen niet geplaatst maar Anastasia Dobromyslova trok zich terug en ging spelen bij de Professional Darts Corporation waardoor Krappen als vierde was geplaatst. Krappen versloeg Kirk in de kwartfinale alvorens opnieuw te verliezen van Gulliver in de halve finale.
Op de WDF Europe Cup won ze in 2000 en 2002, samen met Francis Hoenselaar, twee keer de Europese titel koppels. In 2012 won ze die titel met Tamara Schuur.

## Resultaten op Wereldkampioenschappen

### BDO
- 2003: Kwartfinale (verloren van Francis Hoenselaar met 1-2)
- 2004: Halve finale (verloren van Trina Gulliver met 0-2)
- 2005: Kwartfinale (verloren van Francis Hoenselaar met 0-2)
- 2006: Kwartfinale (verloren van Jan Robbins met 0-2)
- 2007: Kwartfinale (verloren van Apylee Jones met 1-2)
- 2008: Halve finale (verloren van Trina Gulliver met 0-2)
- 2009: Halve finale (verloren van Trina Gulliver met 0-2)
- 2014: Laatste 16 (verloren van Anastasia Dobromyslova met 1-2)

### WDF
- 1997: Laatste 64 (verloren van Anne Kirk met 0-4)
- 2003: Laatste 16 (verloren van Heike Jenkins met 1-4)
- 2009: Laatste 32 (verloren van Lisa Ashton met 1-4)
- 2011: Kwartfinale (verloren van Deta Hedman met 0-5)
- 2015: Laatste 128 (verloren van Lisa Ayers met 3-4)